# San Juan de Plan
San Juan de Plan (aragonesisch Sant Chuan de Plan) ist ein spanischer Ort und eine Gemeinde im Norden der Provinz Huesca der Region Aragonien. Die Gemeinde gehört zur Comarca Sobrarbe. San Juan de Plan hat auf einer Fläche von 56 km² im Jahre 2024 151 Einwohner.

## Geographie
San Juan de Plan liegt etwa 75 Kilometer nordöstlich von Huesca im Valle de Gistau am Río Cinqueta. Ein Großteil der Gemeinde gehört zum Parque Natural Posets-Maladeta. Der Pico de Posets erhebt sich auf 3375 Meter.

## Baudenkmäler
- Iglesia de San Juan